# Krupanj
Krupanj (em cirílico: Крупањ) é uma vila da Sérvia localizada no município de Krupanj, pertencente ao distrito de Mačva, na região de Rađevina. A sua população era de 4455 habitantes segundo o censo de 2011.

## Demografia
| 1948 | 1953  | 1961  | 1971  | 1981  | 1991  | 2002  | 2011  |
| ---- | ----- | ----- | ----- | ----- | ----- | ----- | ----- |
| 853  | 1 085 | 1 389 | 2 479 | 3 779 | 4 795 | 4 912 | 4 455 |